# 간성 김씨
간성 김씨(杆城金氏)는 강원도 간성군을 본관으로 하는 한국의 성씨이다.
시조 김윤정(金胤鼎)은 김알지의 후손으로 전해진다.

## 참고 자료
- “간성김씨(杆城金氏)”. 뿌리를 찾아서.[깨진 링크(과거 내용 찾기)]